# Advance and Follow
Advance and Follow és el primer disc del grup de música electrònica VNV Nation. Fou publicat el mes de desembre del 1995.
Cinc anys després de l'aparició de l'EP "Strength of Youth", va aparèixer el primer disc de VNV Nation, encara format únicament per Ronan Harris, i que mostra la influència de grups clàssics d'EBM com Front 242 o DAF, comprovable en temes com "After fire" o "Cold". L'ús d'elements orquestrals va donar un toc èpic a algunes peces del disc, com "Anthem" o "Amhrán Comhrac".
L'àlbum va ser remasteritzat posteriorment el 2001; la nova versió incorpora alguns retocs a la producció i, a més, cinc temes extra.

## Temes
1. Anthem – 2:05
2. After fire – 5:40
3. Frika – 5:55
4. Serial code – 2:45
5. Serial killer – 6:30
6. Cold – 4:34
7. Amhrán Comhrac (en irlandès, "camp de batalla") – 3:54
8. Requiem QCN – 5:05
9. Outremer – 5:32
10. Fiume – 2:55

Temes extra:
1. Aftershock (Remescla d'"After fire") – 4:57
2. Serial killer (Tormented) – 5:35
3. Circling overland (versió de Front 242) – 4:58
4. DSM02 (versió de Front 242) – 5:49
5. After fire (Storm) – 5:42